# Eunidia duffyana
Eunidia duffyana är en skalbaggsart som beskrevs av Stefan von Breuning 1957. Eunidia duffyana ingår i släktet Eunidia och familjen långhorningar.
Artens utbredningsområde är Kenya. Inga underarter finns listade i Catalogue of Life.